# Jinja Honcho

En shinto-torii

Jinja Honchō ("Shintoförbundet") är en japansk religiös organisation som har överinseende av omkring 80.000 shinto-helgedomar i Japan. Dessa betraktar helgedomen Ise Jingū som grunden för sin tro.
Förbundet har fem större arbetsområden:
- Publicering och spridning av information om Shinto-religionen
- Genomförande av ritualer
- Utbildning av shinto-följare
- Högtidlighållande av Ise Jingū och distribution av dess utgivna ofuda (amuletter), vilka kallas Jingū taima.
- Utbildning av shinto-präster kannushi (shinto-prästerskap).

Jinja Honcho har sitt högkvarter i Yoyogi, Shibuya, Tokyo, bredvid Meiji jingū. Ledarskapet inbegriper "sosai" (ordföranden), den högsta prästen för Ise Jingū, "sōchō" (generalsekreteraren) samt den högsta prästen för Mishima-helgedomen.  
Förbundet grundades efter Japans kapitulation efter andra världskriget. Den 15 december 1945 hade Supreme Commander of the Allied Powers proklamerat Shinto-direktivet, vilket beordrade en upplösning av Shinto som en statsreligion. För att följa detta direktiv bildade tre organisationer – Kōten Kōkyūjo, Dainippon Jingikai och Jingū Hōsaikai – i februari 1946 en privat organisation, som tog sig an den funktion, som tidigare hanterats av Japans inrikesministerium. 
Förbundet har många kontakter inom Liberaldemokratiska partiet och är en framgångsrik lobbyorganisation.